# ويس غالاغير
ويس غالاغير (بالإنجليزية: Wes Gallagher)‏ هو صحفي أمريكي، ولد في 5 أكتوبر 1921 في كاليفورنيا في الولايات المتحدة، وتوفي في 11 أكتوبر 1997 في سانتا باربارا في الولايات المتحدة.